# ボブ・ナイト
ロバート・モンゴメリー・ナイト（Robert Montgomery Knight, 1940年10月25日 - 2023年11月1日）は、アメリカ合衆国オハイオ州マシロン出身のバスケットボール指導者。カレッジバスケットボール歴代6位となる通算902勝を記録した。

## 経歴
1991年、バスケットボール殿堂入りを果たした。
2006年、カレッジバスケットボール殿堂入りを果たした。
2023年11月1日、インディアナ州ブルーミントンで死去。享年83歳。